# Șieu, Bistrița-Năsăud
Șieu là một xã thuộc hạt Bistrița-Năsăud, România. Dân số thời điểm năm 2002 là 3147 người.